# 赤水站 (陕西)
赤水站位于中国陕西省渭南市华州区赤水镇，旧站址建于1934年，20世纪60年代因三门峡水利枢纽导致陇海线改线，本站也随之迁址，为原郑州铁路局西安铁路分局渭南车务段管辖的陇海铁路上四等站，2004年因中国铁路第五次大提速而撤销。赤水站东距连云港站1008公里，西距兰州站751公里。